# World Beer Championship
World Beer Championship is een bier-keurmerk die sinds 1994 wordt georganiseerd door het Beverage Testing Institute in de Amerikaanse stad Chicago.
In tegenstelling tot de meeste andere bierwedstrijden wordt deze gespreid doorheen het jaar. Tweemaandelijks worden een aantal bieren gequoteerd op een totaal van 100 punten. Bieren hoeven ook niet binnen specifieke types te vallen. Hierdoor hoeven ze niet aan specifieke eisen van types te voldoen en is er volgens de organisatoren een neutralere beoordeling en laat ruimte voor creativiteit van de brouwer. De resultaten worden dan tweemaandelijks bekendgemaakt waarin vooral kwaliteit een rol speelt in plaats van voorkeuren en types.

## Winnaars
Deze lijst bevat winnaars uit België.
| jaar | categorie        | prijs      | naam                            | brouwerij           | land   |
| ---- | ---------------- | ---------- | ------------------------------- | ------------------- | ------ |
| 1997 | Best             | Goud       | Mont St. Aubert tripel 8°       | Brouwerij Brunehaut | België |
| 1998 | Best             | Goud       | Tripel Karmeliet                | Brouwerij Bosteels  | België |
| 2000 | Best             | exeptional | Tripel Karmeliet                | Brouwerij Bosteels  | België |
| 1998 | Best             | Goud       | Pauwel Kwak                     | Brouwerij Bosteels  | België |
| 2000 | Best             | exeptional | Pauwel Kwak                     | Brouwerij Bosteels  | België |
| 2007 | Best             | Zilver     | Saint-Martin Blonde             | Brouwerij Brunehaut | België |
| 2007 | Best             | Zilver     | Saint-Martin Brune              | Brouwerij Brunehaut | België |
| 2007 | Best             | Zilver     | Saint Martin Organic White Beer | Brouwerij Brunehaut | België |
| 2009 | Best Gluten Free | Brons      | Brunehaut Blanche Bio           | Brouwerij Brunehaut | België |
| 2010 | Best Gluten Free | Brons      | Brunehaut Ambrée Bio            | Brouwerij Brunehaut | België |
| 2011 | Best             | Goud       | Saint-Martin tripel             | Brouwerij Brunehaut | België |
| 2011 | Best             | Zilver     | Saint-Martin Cuvée de Noël      | Brouwerij Brunehaut | België |